# Lisbeth Zwerger
Lisbeth Zwerger (* 26. Mai 1954 in Wien) ist eine österreichische Kinderbuchillustratorin.
Lisbeth Zwerger ist die Tochter des Künstlers und Kartographen der Athos-Karte, Reinhold Zwerger. Sie studierte von 1971 bis 1974 an der Hochschule für angewandte Kunst in Wien. Seit dem Erscheinen des ersten von ihr illustrierten Buches 1977 ist sie freiberuflich als Bilderbuchillustratorin in Wien tätig, wobei ihre besondere Neigung dem Märchen gilt.

## Auszeichnungen
- Goldplakette der BIB (zweimal)
- 1985: Goldener Apfel BIB
- mehrere Preise der New York Times
- viermal Bologna Ragazzi Award
- 1990: Hans Christian Andersen Award
- 1994: Rattenfänger-Literaturpreis für Der Zwerg Nase und  Kindergedichte und Galgenlieder
- 1998: Österreichischer Würdigungspreis für Kinder- und Jugendliteratur
- 2002: Illustrationspreis für Kinder- und Jugendbücher für Die Bibel
- 2003: Goldenes Verdienstzeichen der Republik Österreich
- 2015: Wildweibchenpreis der Gemeinde Reichelsheim im Odenwald

## Werke
- Das fremde Kind von E. T. A. Hoffmann. Ed. Neugebauer im Schrodel Verl. 1977.
- Das Märchen von Rosenblättern von Clemens Brentano. Ed. Neugebauer im Schrodel Verl. 1978.
- Pinocchio von Carlo Collodi. Ueberreuter, 1978.
- Märchen der Romantik von Ingrid Weixelbaumer (Hg.), Betz, 1978.
- Hänsel und Gretel von Brüder Grimm. Ed. Neugebauer im Schrodel Verl. 1979.
- Nußknacker und Mausekönig von E. T. A. Hoffmann. Ed. Neugebauer im Schrodel Verl. 1979.
- Däumelieschen von Hans Christian Andersen, Neugebauer, 1980.
- Die sieben Raben von Brüder Grimm, Neugebauer, 1981.
- Der Schweinehirt von Hans Christian Andersen. Neugebauer, 1982.
- Das Geschenk der Weisen von O. Henry. Neugebauer, 1982.
- Rotkäppchen von Brüder Grimm. Neugebauer, 1983.
- Die Nachtigall von Hans Christian Andersen. Neugebauer, 1984.
- Der selbstsüchtige Riese von Oscar Wilde. Neugebauer, 1984.
- Die Retter des Landes von Edith Nesbit. Neugebauer, 1985.
- Das Gespenst von Canterville von Oscar Wilde. Neugebauer, 1986.
- Nussknacker und Mausekönig von E. T. A. Hoffmann. Neugebauer, 1987.
- Ein Weihnachtsmärchen von Charles Dickens. Neugebauer, 1988.
- 12 Fabeln von Äsop. Neugebauer, 1989.
- Till Eulenspiegel von Heinz Janisch. Neugebauer, 1990.
- Tanzlieder von Dorothee Kreusch-Jacob, Neugebauer, 1990.
- Märchen von Hans Christian Andersen, Neugebauer, 1991.
- Der Sandmann kommt: 7 Gute-Nacht-Geschichten von Hans Christian Andersen. 1992.
- Kindergedichte und Galgenlieder von Christian Morgenstern, Neugebauer, 1992.
- Der Zwerg Nase von Wilhelm Hauff, Neugebauer, 1993.
- The Art of Lisbeth Zwerger (Werkkatalog). 1993.
- Der kleine Häwelmann von Theodor Storm. Neugebauer, 1995.
- Der Zauberer von Oz von L. Frank Baum. Neugebauer, 1996.
- Die Arche Noah von Heinz Janisch. Neugebauer, 1997.
- Alice im Wunderland von Lewis Carroll. Neugebauer, 1999
- Die Bibel, Neugebauer 2000.
- Wie das Kamel zu seinem Höcker kam von Rudyard Kipling. Neugebauer, 2001.
- Schwanensee von Pjotr Iljitsch Tschaikowski. Neugebauer, 2002.
- Nussknacker von E. T. A. Hoffmann. Neugebauer, 2003.
- Christian Morgenstern. Gedichte & Lieder ausgewählt und illustriert von Lisbeth Zwerger. Michael Neugebauer Verlag, Gossau ZH 2003, ISBN 3-85195-324-X.
- Die kleine Meerjungfrau von Hans Christian Andersen. Neugebauer, 2004.
- Die Nacht vor Weihnachten von Clement C. Moore. Neugebauer, 2005.
- Die Bremer Stadtmusikanten von Brüder Grimm. Neugebauer, 2006.
- Alice im Wunderland von Lewis Carroll. Kein & Aber, 2007.
- Der Zauberer von Oz von L. Frank Baum. NordSüd Verl. 2009.
- Der Rattenfänger von Hameln von Brüder Grimm. 2009.
- Der selbstsüchtige Riese von Oscar Wilde. Neugebauer Ed. 2010.
- Die Traumbuche und andere Träumereien an französischen Kaminen von Richard Volkmann-Leander. 2010
- The World of Imagination (Katalog zur Wanderausstellung) von Renate Raecke und Elisabeth Hohmeister (Hg.), Mit einem Essay von Willy Puchner, 2010.
- Leonce und Lena von Georg Büchner, bearbeitet von Jürg Amann. NordSüd Verlag, Zürich 2013, ISBN 978-3-314-10181-6.
- Wunderdinge. Weltliteratur für Kinder. NordSüd Verlag, Zürich 2014, ISBN 978-3-314-10226-4.[2]